# ريو مايور
ريو مايور (بالبرتغالية: Rio Maior‏) هي municipality of Portugal تقع في البرتغال في محافظة سانتاريم. يقدر عدد سكانها بـ 21,192 نسمة ومساحتها 272.76 كم2 .

## أعلام
- بيدرو أوليفيرا